# El nido (película de 1988)
The Nest es una película de terror estadounidense de 1988, basada en la novela de Eli Cantor (bajo el seudónimo de Gregorio Un Douglas), de Roger Corman "s Concorde Pictures. " El lema es "Las cucarachas nunca han probado la carne ... hasta ahora.".Las cucarachas quieren comer carne y aterrorizar a una comunidad tranquila en una isla que se presenta como un pueblo de pescadores en Nueva Inglaterra. Sin embargo, la película fue creado en el lugar en Cuevas de Bronson, Bronson Canyon y el Parque Griffith en Los Ángeles.

## Argumento
El sheriff de un pequeño pueblo de una isla llamada Puerto Norte tiene un problema de cucarachas en su casa. De acuerdo con Homero el exterminador local (interpretado por Stephen Davies), resulta que toda la ciudad está a punto de tener un problema enorme de cucarachas. Mascotas y gente comienzan entonces a desaparecer.
A pesar de que el sheriff Richard Tarbell (interpretado por Frank Luz) está saliendo con Lillian, la dueña del restaurante local, su novia de la escuela secundaria Elizabeth Johnson regresa a la isla después de una ausencia de cuatro años y su romance reinicia. Elizabeth (interpretada por Lisa Langlois) resulta ser la hija del alcalde de la ciudad, Elias Johnson (interpretado por Robert Lansing), que está en connivencia con una empresa inescrupulosa llamada INTEC que ha estado secretamente criando cucarachas mutantes que son inmunes a los repelentes normales de insectos. Estas cucarachas también parecen tener la capacidad de asumir la forma de cualquier cosa que matan, lo que lleva a la aparición de algunos híbridos de animales/cucaracha e incluso una cucaracha/combinada con ser humano.

## Reparto
- Robert Lansing: Elias Johnson
- Lisa Langlois: Elizabeth Johnson
- Franc Luz: Richard Tarbell
- Terri Treas: Dr. Morgan Hubbard
- Stephen Davies: Homer
- Diana Bellamy: Sra. Pennington
- Jack Collins: Shakey Jake